# 안소아테기주

안소아테기 주의 위치

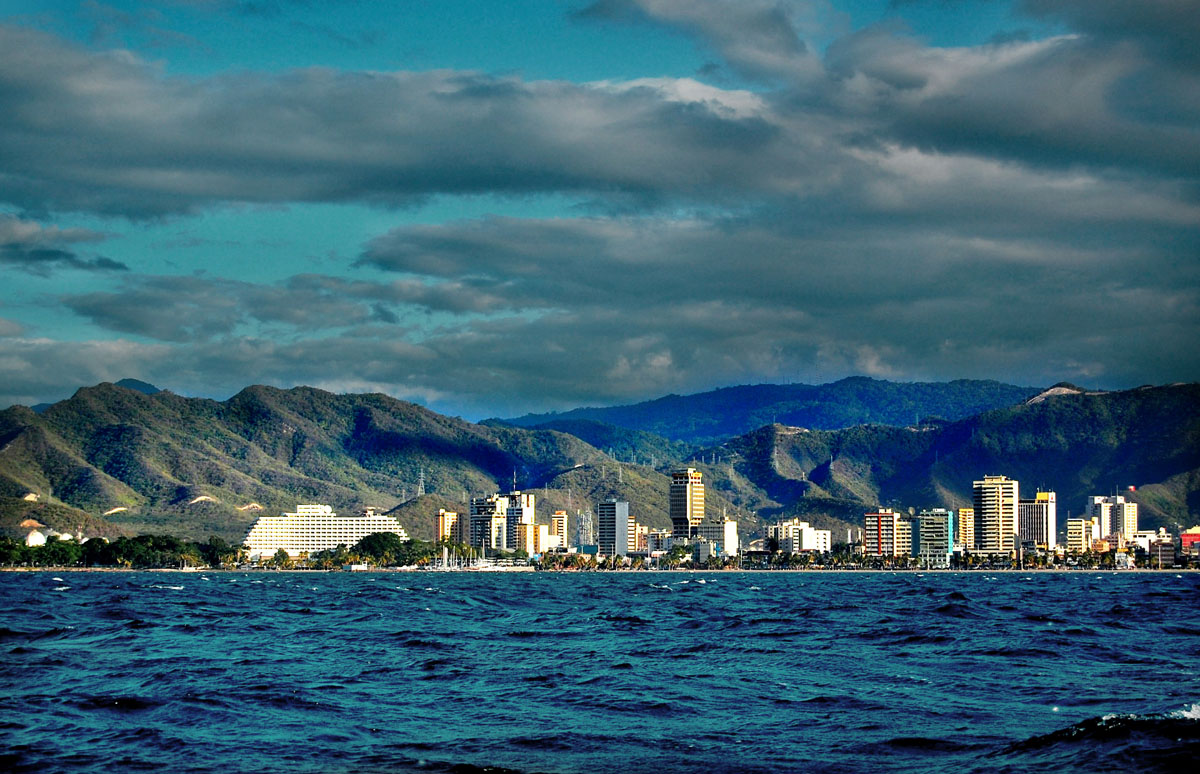
안소아테기 주

안소아테기주(스페인어: Estado Anzoátegui)는 베네수엘라 북동부에 위치한 주로 주도는 바르셀로나이며 면적은 43,300km2, 인구는 1,477,900명(2007년 기준)이다. 1909년에 신설되었으며 21개 지방 자치체를 관할한다. 주 이름은 베네수엘라의 독립 영웅인 호세 안토니오 안소아테기(José Antonio Anzoátegui, 1789 ~ 1819)에서 유래된 이름이다. 동쪽으로는 모나가스 주와 수크레 주, 남쪽으로는 볼리바르 주, 서쪽으로는 과리코 주, 북서쪽으로는 미란다 주, 북쪽으로는 카리브해와 접한다.

## 같이 보기
- 베네수엘라의 주